# Endemism

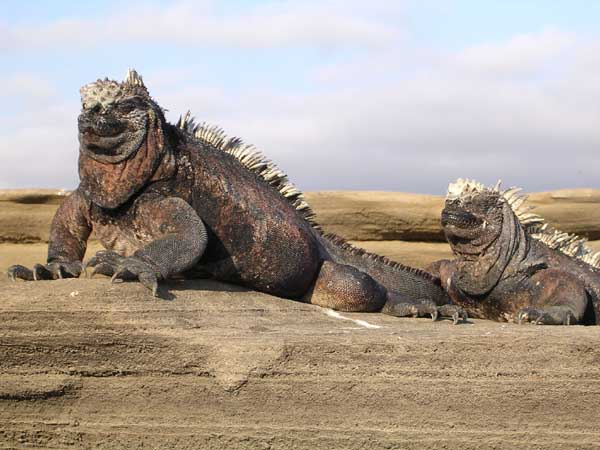
Iguanele marine sunt endemice în Insulele Galapagos

Se vorbește de endemism atunci când o specie de organisme își are arealul de răspândire doar pe o anumită suprafață geografică restrânsă, bine definită, precum o insulă, o pădure, un lac sau o altă zonă sau habitat bine determinat. Opusul endemismului este distribuția cosmopolită. Organismele care sunt indigene nu sunt endemice dacă pot fi găsite și în alte părți. Exemple: speciile de lemur sunt endemice în insula Madagascar, deoarece nu există indivizi ai acestei specii nicăieri altundeva;  Anthobaphes violacea, este o pasăre care traiește exclusiv in vegetație de tip fynbos în sud-vestul Africii de Sud.

## Factori
- Factorii climatici, chimici (ai solului, apei), factorii biologici pot contribui la păstrarea unor specii doar în anumite areale restrânse și astfel pot contribui la apariția endemismelor.
- Factorii politici pot juca un rol foarte important în păstrarea și conservarea speciilor endemice, prin legislație și prin aplicarea acestei legislații pe teritoriile ocupate de speciile endemice.

## Tipuri
Există 2 subcategorii de endemism - paleoendemism și neoendemism. Paleoendemismul se referă la speciile care erau distribuite pe o arie larga, dar acum sunt restrânse la o zona mult mai mică. Neoendemismul se referă la speciile care au devenenit specii noi prin faptul că au fost izolate și au suferit un proces de hibridizare, iar acum sunt clasificate ca specii aparte. Acesta este un proces comun la plante, în special la cele care prezintă poliploidie.
Tipuri sau specii endemice sunt predispuse în special in zone izolate, precum insule sau grupuri de insule izolate geografic, exemple fiind endemismul din insulele Hawaii, din insulele Galapagos sau Socotra.
Endemic types or species are especially likely to develop on biologically isolated areas such as islands because of their geographical isolation. Alte zone sunt izolate biologic dar fără sâ fie insule, precum zonele înalte din Etiopia sau zona lacul Baikal.

## Amenințări pentru speciile endemice
Activitățile umane (antropice) sunt prima și cea mai mare cauză a dispariției speciilor, fie ele endemice sau nu. 
- activitatea economică în multiple forme: industrie, agricultură, transporturi, construcții etc.
- comportamentul individual: ignoranța (prin lipsa unei educații adecvate), neglijența, tendința de a pune pe primul loc nevoile personale sau de moment.

Speciile endemice pot deveni ușor specii amenințate sau specii disparute dacă habitatul lor se schimbă, în special, dar nu numai din cauza, acțiunilor omului (incluzând aici și introducerea de noi specii sau organisme). Existau milioane de petreli de Bermuda (Pterodroma cahow) sau ienupări de Bermuda (Juniperus bermudiana), dar datorita acțiunii umane aceste specii sunt azi pe cale de dispariție. În România, există nenumărate zone protejate în interiorul cărora au loc defrișări, construcții sau distrugeri care se desfășoară nestingherite și nesancționate de autoritățile de drept.

## Câteva din speciile de plante endemice din România
Din România sunt cunoscute un număr de aproximativ 140 de specii de plante endemice, răspândite, după caz, pe întreg teritoriul țării. 
Dintre acestea, se menționează în continuare câteva dintre cele mai cunoscute.

Notă: în cele de mai jos, denumirile zonelor geografice se referă exclusiv la cele din cuprinsul teritoriului actual al României.
- Nymphaea lotus var. thermalis - drețele, specie ce ce întâlnește doar în pârâul Pețea, din apropierea băilor „1 Mai” de lângă Oradea
- Dianthus callizonus, garofița Pietrei Craiului - [1]
- Dianthus glacialis subsp. gelidus - Carpații Orientali și Carpații Meridionali
- Dianthus nardiformis - Dobrogea
- Dianthus bessarabicus - Litoralul românesc al Mării Negre
- Dianthus banaticus - Banat
- Astragalus peterfii - jud. Cluj
- Hepatica transsilvanica - Carpații Orientali și Carpații Meridionali
- Draba haynaldii - Ceahlau, Bucegi, Postăvarul și Piatra Mare
- Campanula carpatica - Munții Carpați
- Campanula serrata - Munții Carpați
- Campanula romanica - Dobrogea
- Chamaecytisus jankae - Dobrogea
- Hesperis matronalis subsp. moniliformis
- Papaver alpinum subsp. corona-sancti-stefani - Carpații Orientali și Carpații Meridionali
- Achillea schurii - Carpații Orientali și Carpații Meridionali
- Primula wulfeniana subsp. baumgarteniana - Postăvarul și Piatra Craiului
- Crocus banaticus
- Pinus nigra subsp. banatica - Pinul negru de Banat Munții Mehedinți și Munții Cernei
- Festuca carpatica
- Koeleria macrantha subsp. transsilvanica
- Trisetum macrotrichum
- Woodsia glabella - Munții Bucegi

## Specii endemice de animale în România
- cleanul dungat - Leuciscus souffia agassizi - Maramureș [2]
- salamandra carpatică Triturus montandoni - Carpații Orientali.

## Specii endemice de insecte în România[3][4][5]
- Sophya dobrogensis
- Isophya harzi, un greiere în munții Cozia
- Callimenus montandoni
- Odontopodisma carpathica
- O. acuminata
- O. montana
- Zubovskya banatica
- Podismopsis transsylvanica
- Chorthippus acroleucus
- Aphtona valachica – zona tipică Comana
- Chloropterus moldaviensis – zona tipică Valea Bârladului; după Warchaowski (2003), poate o formă a Chloropterus versicolor (Morawitz)
- Chrysolina obenbergeri Bechyné – zona tipică Rodbav; deasemean înregistrată în Cheile Turzii (Kaszab, 1962); coonform Warchaowski (2003), o formă locala de Chrysolina fimbrialis (Küster)
- Chrysolina biharica (Breit) – zona tipică: Bihor;cospecifică cu Chrysolina menthae crassicollis Suffrian (Warchaowski, 2003);
- Chrysolina weisei (Frivaldszky) – în Banat și Retezat
- Cryptocephalus motasi Panin – un singur specimen recoltat din Pădurea Andronache
- Galeruca hunyadensis Csiki – din 5 specimene din pasul Surduc, Livezeni, Hunedoara
- Pachybrachis carpathicus (Rey) – Sinaia
- Timarchida deubeli Ganglbauer – zona tipică munții Bucegi, de asemenea menționată în Bihor, Gilãu și munții Retezat, Cristianul Mare, Azuga.
- Palyngenia longicauda, rusalii din Delta Dunării
- Nesticus constantinescui, arahnidă din Piatra Craiului
- Rhagidia carpatica, arahnida, acari Piatra Craiului
- Psodos coracinusdioszeghy, subspecie endemică alpină din Piatra Craiului

## Regiuni cu endemism ridicat
Conform cu World Wildlife Fund, următoarele ecoregiuni au un număr mare de specii endemice;
- Fynbos (Africa de Sud)[6]
- pădurea tropicală uscată din Hawaii (Statele Unite ale Americii)[7]
- pădurea tropicală din Hawaii (United States)[8]
- Kwongan (Australia)[9]
- pădurea tropicală uscatăMadagascar (Madagascar)[10]
- zonele joase din Madagascar (Madagascar)[11]
- pădurea din Noua Caledonie (Noua Caledonie)[12]
- pădurea tropicală din Noua Caledonie (Noua Caledonie)[13]
- pădurea de pini din Sierra Madre de Oaxaca (Mexic)[14]
- pădurea de pini din Sierra Madre del Sur (Guatemala)[15]
- zona montană Luzon (Filipine)[16]
- pădurea tropicală Luzon (Filipine)[17]
- pădurea de pini din Luzon (Filipine)[18]
- pădurile tropicale din Mindanao (Filipine)[19]
- pădurile tropicale din Mindanao-Eastern Visayas (Filipine)[20]
- pădurile tropicale din Palawan (Filipine)[21]